# 横川温泉
横川温泉（よこかわおんせん）は、茨城県常陸太田市折橋町にある温泉。源泉名の折橋鉱泉とも呼ばれている。

## 泉質
- アルカリ性単純硫黄冷鉱泉
  - 泉温　16℃
- 源泉温度が低いため、全ての旅館で加温している。

## 温泉街
山田屋旅館、中野屋旅館、巴屋旅館の3件ある。巴屋旅館の茅葺屋根は有名。

## アクセス
- 常陸太田市市内より国道349号を北上し、折橋町で国道461号との交差点を右折